# Норуэй (тауншип, округ Филмор, Миннесота)
Норуэй (англ. Norway) — тауншип в округе Филмор, Миннесота, США. На 2000 год его население составило 335 человек.

## География
По данным Бюро переписи населения США площадь тауншипа составляет 92,7 км², из которых 92,7 км² занимает суша, водоёмов нет.

## Демография
По данным переписи населения 2000 года здесь находились 335 человек, 119 домохозяйств и 93 семьи.  Плотность населения —  3,6 чел./км².  На территории тауншипа расположено 145 построек со средней плотностью 1,6 построек на один квадратный километр. Расовый состав населения: 98,51 % белых, 0,60 % азиатов и 0,90 % приходится на две или более других рас. Испанцы или латиноамериканцы любой расы составляли 0,30 % от популяции тауншипа.
Из 119 домохозяйств в 35,3 % воспитывались дети до 18 лет, в 71,4 % проживали супружеские пары, в 3,4 % проживали незамужние женщины и в 21,8 % домохозяйств проживали несемейные люди. 16,8 % домохозяйств состояли из одного человека, при том 9,2 % из — одиноких пожилых людей старше 65 лет. Средний размер домохозяйства — 2,82, а семьи — 3,23 человека.
29,3 % населения — младше 18 лет, 9,9 % — в возрасте от 18 до 24 лет, 24,8 % — от 25 до 44, 19,7 % — от 45 до 64, и 16,4 % — старше 65 лет. Средний возраст — 34 года. На каждые 100 женщин приходилось 119,0 мужчин.  На каждые 100 женщин старше 18 приходилось 113,5 мужчин.
Средний годовой доход домохозяйства составлял 37 000 долларов, а средний годовой доход семьи —  35 750 долларов. Средний доход мужчин —  21 818  долларов, в то время как у женщин — 21 250. Доход на душу населения составил 14 826 долларов. За чертой бедности находились 4,0 % семей и 5,7 % всего населения тауншипа, из которых 6,5 % младше 18 лет.